# 가나즈촌 (이시카와현)
가나즈촌(小金村)은 이시카와현 가호쿠군에 있던 촌이다. 현재의 가호쿠시 중심부의 남서쪽 끝에 해당한다.

## 지리
가호쿠타 북안에 위치했으며, 우노케정의 중심지였던 지역이다 오사키 서쪽은 동해에 접한 마을의 북동부는 구릉지였으며 우노케 강을 따라 평야가 주요 지형인 나카하마 산, 챠우스 산이 있다.

## 역사
고대부터 에도시대에 걸쳐 존재했던 장명인 가나즈장에서 유래되었다.
- 1889년 4월 1일 - 정촌제 시행에 의해 가호쿠군 가나즈촌이 성립하였다.
- 1898년 4월 24일 - 나나오 철도 나나오선(후에 일본국유철도, 서일본 여객철도) 우누케역이 개업하였다.
- 1907년 8월 10일 - 니시아가타촌과 합병해 우누케촌이 성립하였다.

## 교통

### 철도
- 나나오 철도 (후에 일본국유철도 →서일본 여객철도)
  - 나나오선

## 참고문헌
- 角川日本地名大辞典 17 石川県